# ACM International Collegiate Programming Contest
ACM International Collegiate Programming Contest známá také jako ACM ICPC nebo ICPC je vícekolová mezinárodní týmová soutěž soutěžního programování, ve které proti sobě soupeří univerzity z celého světa. Každý rok se nejprve konají regionální soutěže, které najdeme na šesti kontinentech, které vyústí ve světové finále. V roce 2017 se soutěže zúčastnilo 49 935 studentů z 3098 univerzit ze 111 zúčastněných zemí.

## Mise
ICPC je mimoškolní sport soutěžního programování určený pro univerzitní studenty z celého světa. Soutěž ICPC dává možnost talentovaným studentům se socializovat, zlepšit práci v týmu, v programování a také v řešení problémů.

## Historie
ICPC bylo poprvé pořádáno organizací Upsilon Pi Epsilon na univerzitě Texas A&M v roce 1970. Tým z Karlovy univerzity soutěž vyhrál v roce 1998.

## Formát
Soutěží se v týmech po třech. Soutěž trvá 5 hodin během kterých se soutěžící snaží vyřešit co nejvíc úloh a odevzdat je v programovacím jazyce C, C++, Python nebo Java. Vyhrává tým, který vyřeší nejvíc úloh.